# Отношения между България и Черна гора
Отношенията между България и Черна гора датират като дипломатически от 1897 г., макар че Царство България е независима държава от 22 септември 1908 г., а Княжество Черна гора (от август 1910 г. и Кралство Черна гора) е независимо княжество по силата на решение на Берлинския конгрес.
На 2 август 2006 г. Република България признава независимостта на Черна гора след проведения референдум за независимост на Черна гора.
През средновековието отношенията на България с Дукля и Зета са интензивни. Иван Владимир е български царски зет, а зетският княз Константин Бодин, родственик на Комитопулите се обявява за български цар.
По времето на Неманичите, във вените на които тече и българска царска кръв, Зета е запазено владение за престолонаследника, а последно преди Балшите е в личен апанаж на Елена Срацимир. В Черна гора, и по-точно в Ободския манастир, излизат първите български печатни книги (Ободски Октоих).
В ново време, отношенията между България и Черна гора са влошени по повод кучите (и братоножичите), междусъюзническата война и ПСВ. Последният държавен глава, преди включването на Черна гора в състава на Югославия, е крал Никола I, който е прадядо на Симеон Сакскобургготски.